# Atala (Padua)

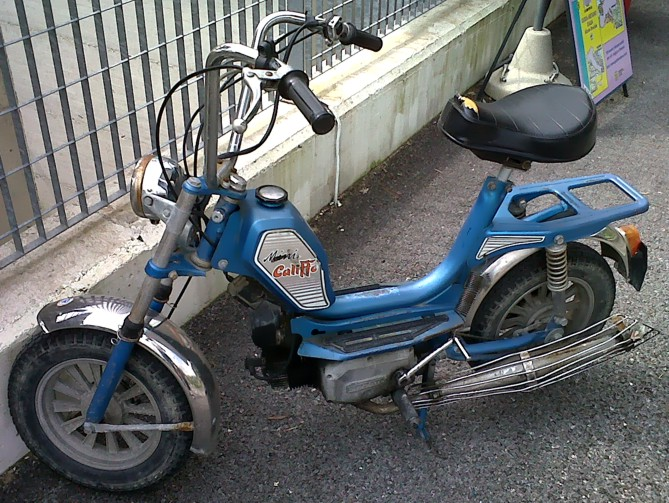
Mini Califfo

Atala is een historisch Italiaans merk uit Padua dat vanaf 1954 grote aantallen bromfietsen, lichte motorfietsen en scooters maakte met 49- tot 124 cc tweetaktmotoren.

## Geschiedenis
In 2002 bestond de firma RIZZATO 70 jaar. Deze was vanaf het begin een succesverhaal. Cezare Rizzato begon in 1921 een rijwiel fabriekje in Padua en fabriceerde fietsen onder de merknaam Ceriz. In 1938 kwam daar het merk Atala bij (waarschijnlijk genoemd naar de vlindersoort Eumaeus atala).
Sinds 1952 worden er ook Atala bromfietsen en lichte motoren gemaakt van 70-, 100-, en 125cc met eigen- en andere motorblokken van goede kwaliteit. Ook werden vanaf 1972 onder de naam Rizzato voornamelijk 125 cc trial motoren met Minarelli motorblokken verkocht, maar ook het boodschappenmodel Atala Califfo welke als Rizzato Califfo in de US in de markt werd gezet. Het type Califfo loopt overigens al vanaf eind jaren 60 tot heden.
De laatste jaren worden er ook Franco Morini blokken ingebouwd en ondanks een productie van zo’n 450.000 brommers en scooters in 2000, is besloten de productie van tweewielers met verbrandingsmotor in 2001 geheel af te bouwen en zich te concentreren op de Lepton scooter, aangedreven door een Amerikaanse Evercel nikkel/zink accu, waar veel van verwacht wordt.
Uiteraard werden en worden er nog altijd veel verschillende rijwielen gemaakt, evenals banden. Naast de Atala fiets zijn er ook de Dei, Maino en Kästle. Ook onderdelen en accessoires onder deze merknamen voor zowel de rijwiel- als auto industrie. Maar ook fitness-apparatuur onder de naam Atala Ginny. Het afzetgebied is naast Italië vooral Duitsland en Oostenrijk (via Quelle en Neckermann), maar ook Spanje, het Midden-Oosten en Zuid-Amerika nemen veel producten af. Sinds 1992 wordt het bedrijf met 450 werknemers geleid door zus –president directeur– Francesca Rizzato en broer –algemeen directeur– Umberto Rizzato.
Omdat zij niet alleen maar motoren en brommers maakten, hebben ze de moeilijke jaren zestig en zeventig kunnen overleven.

## Andere Atala
- Er was nog een merk met de naam Atala, zie Atala (Milaan).